# Аржанцев Павло Захарович
Павло́ Заха́рович Аржа́нцев (1917—2011) — доктор медичних наук (1973), учасник німецько-радянської війни, полковник медичної служби, науковець-спеціаліст в царині щелепно-лицьової хірургії та хірургічної стоматології, заслужений лікар Російської Федерації, лавреат Державної премії СРСР.

## З життєпису
Народився 1917 року, в селі Свиридівка сучасного Лохвицького району у родині українців. Захар Аржанцев був учасником російсько-японської та Першої світової воєн, нагороджений Георгіївською медаллю та хрестом. Родина пережила голодомор 1932—1933 років, однак батько захворів та 1934-го помер. Павло закінчив 7-річку, влаштувався на сезонну працю — на цукровий завод. В Миколаєві зумів поступити до фабрично-заводської школи при заводі «Дормашина», працював токарем. По тому вчився на вечірніх курсах конструкторів.
1938 року зарахований курсантом до школи санітарних інструкторів Білоруського особливого воєнного округу, того ж року почав службу в РА, старшина медичної служби. 1941 року закінчив Київське військово-медичне училище, лишився при ньому курсовим офіцером.
В часі нацистсько-радянської війни був командиром санітарного взводу повітрянодесантного полку, у Свердловську готував кадри для фронтових шпиталів. З 1943 року воював у складі Другого та Третього Українських фронтів. Зазнав поранення, 1944-го після лікування повернувся на фронт. Війну закінчив у званні лейтенанта медичної служби.
Працював та одночасно навчався, 1949 року закінчив Київський медичний стоматологічний інститут.
Протягом 1949—1954 років працював лікарем-стоматологом окремої медично-санітарної роти повітрянодесантної дивізії.
1956 року закінчив навчання на факультеті вдосконалення лікарів Військово-медичної академії. Призначений начальником стоматологічного відділення 367-го окружного військового госпіталю Закавказького військового округу, у Тбілісі з донькою Тетяною втратив в аварії дружину Маргариту Миколаївну.
Протягом 1962—1987 років очолював відділення щелепно-лицьової хірургії та стоматології Головного військового клінічного госпіталю ім. Бурденка. Цим часом він стає одним із провідних щелепно-лицьових хірургів. Працює заступником головного стоматолога Міністерства оборони СРСР.
Одружився вдруге, з дружиною Вірою Василівною виховали сина Андрія.
1973 року захищає дисертацію, присвоєно звання доктора медичних наук. Після звільнення із ЗС СРСР до 1995 року працював в Московському обласному науково-дослідницькому клінічному інституті ім. М. Ф. Владимирського — хірург-стоматолог відділення щелепно-лицьової хірургії. Тоді ж був наставником та консультантом лікарів госпіталю ім. Бурденка.
Наукові зацікавлення:
- травматологія щелепно-лицьової частини
- організація стоматології та щелепно-лицьової допомоги у армії в мирний та воєнний час.

Є автором та співавтором понад 230 наукових праць, в тому числі — 6 монографій та підручників, зареєстровано 11 винаходів й патентів, 27 раціоналізаторських пропозицій.
Входив до складу президій рад багатьох наукових медичних радянських товариств, зокрема — Всесоюзного медичного наукового товариства стоматологів та Міжнародної асоціації щелепно-лицьових хірургів.
2007 року вийшла друком його книга «Історичні аспекти становлення щелепно-лицьової хірургії та стоматології в Головному воєнному клінічному госпіталі ім. академіка Бурденка».

## Нагороди
- Державна премія СРСР (1981)
- ордени Вітчизняної війни 1 та 2 ступенів
- 2 ордени Червоної Зірки
- орден «За службу Батьківщині у Збройних силах СРСР» III ступеня
- 2 медалі «За бойові заслуги»
- «Винахідник СРСР»